# Butler (Dacota do Sul)
Butler é uma cidade  localizada no estado norte-americano de Dacota do Sul, no Condado de Day.

## Demografia
Segundo o censo norte-americano de 2000, a sua população era de 17 habitantes. 
Em 2006, foi estimada uma população de 13, um decréscimo de 4 (-23.5%).

## Geografia
De acordo com o United States Census Bureau tem uma área de 
1,6 km², dos quais 1,6 km² cobertos por terra e 0,0 km² cobertos por água.

## Localidades na vizinhança
O diagrama seguinte representa as localidades num raio de 24 km ao redor de Butler. 